# Mario Harte
Mario Harte (sinh ngày 30 tháng 8 năm 1988) là một cầu thủ bóng đá người Barbados thi đấu ở vị trí Tiền vệ. Anh hiện tại thi đấu cho UWI Blackbirds. Anh là vua phá lưới của mùa giải Barbados Premier Division 2016.

## Sự nghiệp quốc tế

### Bàn thắng quốc tế
Tỉ số và kết quả liệt kê bàn thắng của Barbados trước.
| #   | Ngày                 | Địa điểm                                                     | Đối thủ                     | Tỉ số | Kết quả | Giải đấu                                     |
| --- | -------------------- | ------------------------------------------------------------ | --------------------------- | ----- | ------- | -------------------------------------------- |
| 1.  | 8 tháng 2 năm 2009   | Sân vận động Quốc gia Barbados, Bridgetown                   | Grenada                     | 3–0   | 5–0     | Giao hữu                                     |
| 2.  | 26 tháng 9 năm 2010  | Sân vận động Quốc gia Barbados, Bridgetown                   | Dominica                    | 1–0   | 1–3     | Giao hữu                                     |
| 3.  | 27 tháng 9 năm 2012  | Sân vận động Quốc gia Barbados, Bridgetown                   | Aruba                       | 2–1   | 2–1     | Vòng loại Cúp bóng đá Caribe 2012            |
| 4.  | 7 tháng 9 năm 2014   | Stade Municipal Pierre-Aliker, Fort-de-France                | Bonaire                     | 3–0   | 4–1     | Vòng loại Cúp bóng đá Caribe 2014            |
| 5.  | 7 tháng 9 năm 2014   | Stade Municipal Pierre-Aliker, Fort-de-France                | Bonaire                     | 4–0   | 4–1     | Vòng loại Cúp bóng đá Caribe 2014            |
| 6.  | 11 tháng 10 năm 2014 | Stade Sylvio Cator, Port-au-Prince                           | Haiti                       | 1–2   | 2–4     | Vòng loại Cúp bóng đá Caribe 2014            |
| 7.  | 2 tháng 2 năm 2015   | Sân vận động Quốc gia Barbados, Bridgetown                   | Guyana                      | 2–2   | 2–2     | Giao hữu                                     |
| 8.  | 26 tháng 3 năm 2015  | Addelita Cancryn Junior High School Ground, Charlotte Amalie | Quần đảo Virgin thuộc Mỹ    | 3–0   | 4–0     | Vòng loại giải vô địch bóng đá thế giới 2018 |
| 9.  | 10 tháng 5 năm 2015  | Usain Bolt Sports Complex, Bridgetown                        | Saint Kitts và Nevis        | 1–1   | 1–3     | Giao hữu                                     |
| 10. | 28 tháng 8 năm 2015  | Sân vận động Arnos Vale, Kingstown                           | Saint Vincent và Grenadines | 1–2   | 2–2     | Giao hữu                                     |
| 11. | 28 tháng 8 năm 2015  | Sân vận động Arnos Vale, Kingstown                           | Saint Vincent và Grenadines | 2–2   | 2–2     | Giao hữu                                     |
| 12. | 4 tháng 7 năm 2017   | Kirani James Athletic Stadium, St. George's                  | Saint Vincent và Grenadines | 2–1   | 2–4     | Giải bóng đá Windward Islands 2017           |
| 13. | 6 tháng 7 năm 2017   | Kirani James Athletic Stadium, St. George's                  | Grenada                     | 2–0   | 2–0     | Giải bóng đá Windward Islands 2017           |
| 14. | 18 tháng 11 năm 2018 | Wildey Astro Turf, Wildey                                    | Quần đảo Virgin thuộc Mỹ    | 3–0   | 3–0     | Vòng loại CONCACAF Nations League 2019–20    |
| 15. | 6 tháng 3 năm 2019   | Victoria Park, Kingstown                                     | Saint Lucia                 | 1–0   | 2–0     | Giải bóng đá Windward Islands 2019           |